# Chromanie przestankowe
Chromanie przestankowe (łac. claudicatio intermittens) – związany z niedokrwieniem objaw chorobowy polegający na występowaniu bólu mięśni kończyn dolnych pojawiający się podczas wysiłku i ustępujący po krótkim odpoczynku. 
Chromanie przestankowe u koni opisał Bouley w 1831, a u ludzi Charcot w 1859. Kolejne klasyczne opisy są autorstwa Goldflama (intermittirendes Hinken, 1895) i Erba (dysbasia angiosclerotica, 1898). 

## Przebieg
Najczęstszą przyczyną chromania przestankowego jest niedrożność tętnic obwodowych. W zależności od stopnia niedrożności i miejsca zwężenia tętnic, chory może odczuwać ból w całej kończynie dolnej lub też tylko w łydce, udzie lub pośladku. Przyczyną może być również zespół usidlenia tętnicy podkolanowej.
Najczęściej podczas marszu chory odczuwa ostry ból na skutek zwiększonego zapotrzebowania metabolicznego mięśni kończyn. Chwilowy odpoczynek powoduje ustąpienie dolegliwości i umożliwia kontynuowanie marszu. Odległość, jaka dzieli dwa miejsca zatrzymania, określamy jako dystans chromania. W związku z koniecznością częstego zatrzymywania się objaw ten nazywany jest również „objawem oglądającego wystawy sklepowe”.
U części pacjentów mimo istnienia zaburzenia krążenia obwodowego w kończynach dolnych nie są odczuwane typowe dolegliwości chromania przestankowego, ponieważ współwystępują choroby, np. przepuklina krążka międzykręgowego, choroba zwyrodnieniowa stawów kończyn dolnych, niedowład kończyn dolnych lub choroba niedokrwienna serca, przy których chromanie nie ujawnia się, bo chory nie jest w stanie wykonać odpowiedniego wysiłku fizycznego.

## Profilaktyka
Najważniejsza w profilaktyce występowania chromania przestankowego jest modyfikacja czynników ryzyka rozwoju miażdżycy: zaprzestanie palenia tytoniu, normalizacja masy ciała, aktywny tryb życia, dieta uboga w tłuszcze zwierzęce, dobra kontrola farmakologiczna ewentualnie współistniejącej cukrzycy, hiperlipidemii i nadciśnienia tętniczego.

## Leczenie
Chromanie przestankowe nie jest chorobą, ale objawem chorobowym, dlatego podstawą terapii jest leczenie choroby podstawowej. Stosowane leki mają na celu ograniczenie ryzyka występowania powikłań danego schorzenia; przede wszystkim miażdżycy. Stosowane są przede wszystkim preparaty o działaniu przeciwzakrzepowym, takie jak:
- kwas acetylosalicylowy
- cilostazol
- naftydrofuryl
- klopidogrel
- tiklopidyna

Poza klasycznymi lekami przeciwzakrzepowymi stosuje się również antykoagulanty nowej generacji, takie jak rywaroksaban czy sulodeksyd.
Innymi lekami wykorzystywanymi w terapii chromania przestankowego są substancje zwiększające odkształcalność erytrocytów (pentoksyfilina), blokery kanałów wapniowych (werapamil), aminofilina czy buflomedyl.